# NGC 4718
NGC 4718 este o galaxie spirală barată situată în constelația Fecioara. A fost descoperită în 19 februarie 1830 de către John Herschel. Se află la o distanță de 59,7 de megaparseci de Pământ.